# Castelo de Marvão

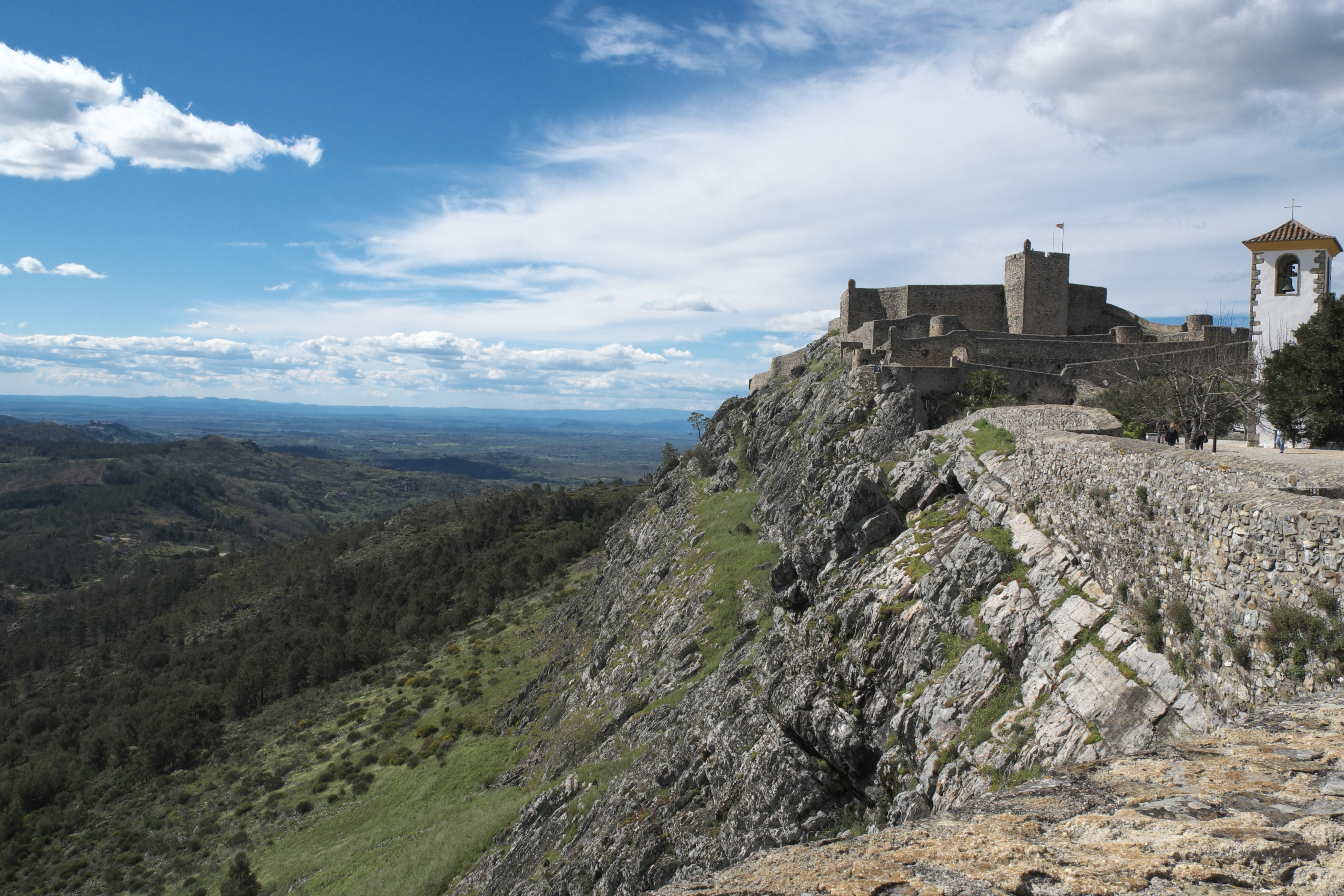
Escarpa sudoeste da vila de Marvão

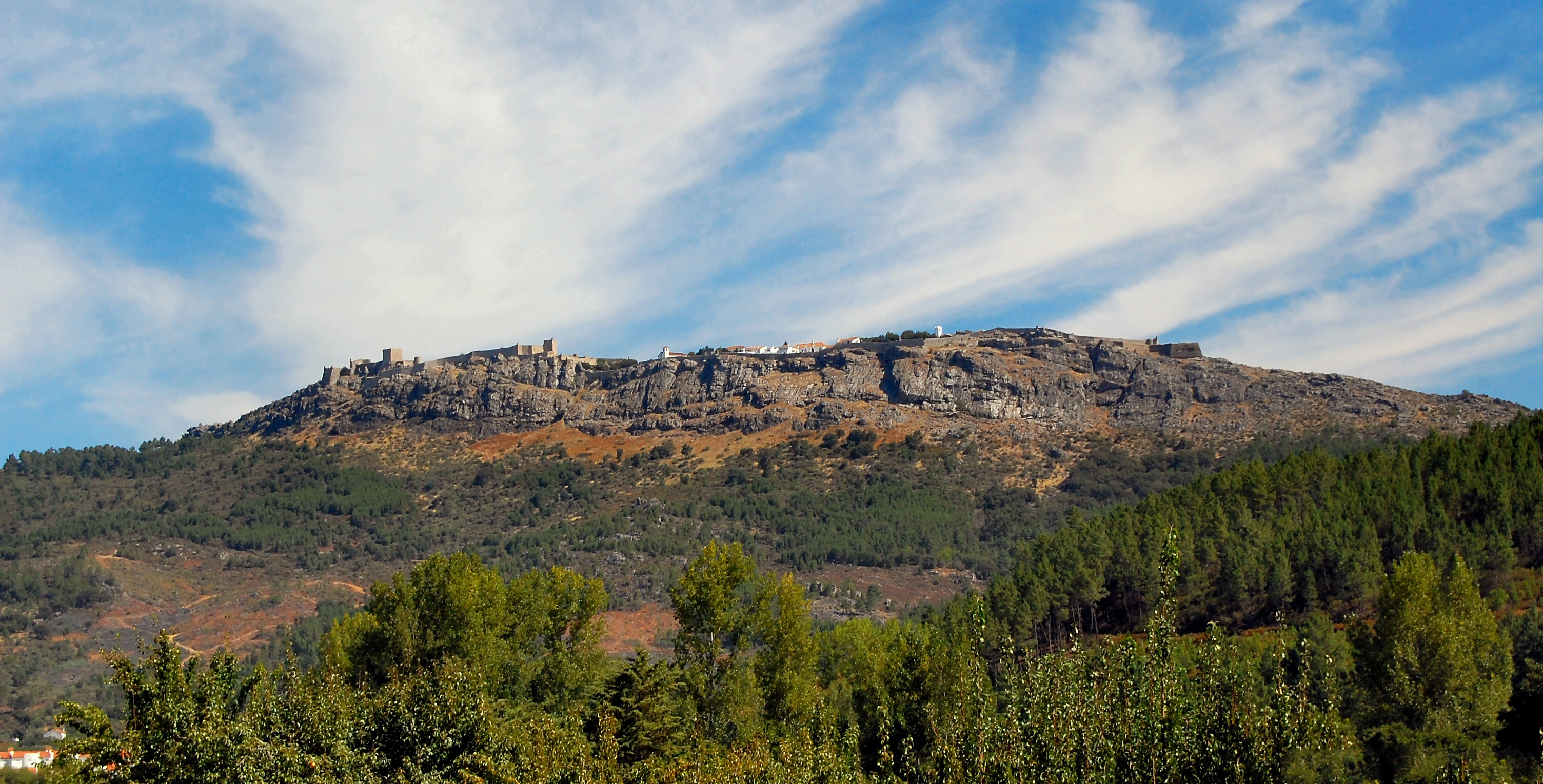
O castelo visto de sul (Portagem)

O Castelo de Marvão é uma fortaleza medieval situada na vila de Marvão, distrito de Portalegre, Portugal. Está classificado como Monumento Nacional desde 1922. O castelo inscreve-se no Parque Natural da Serra de São Mamede, na vertente norte da serra, em posição dominante sobre a vila e estratégica sobre a linha da raia, controlando, no passado, a passagem do rio Sever, afluente do rio Tejo. Esse fato garantiu-lhe a atenção de diversos monarcas, expressa em diversas campanhas de remodelação, que deram ao monumento o seu aspecto atual.

## História

### Antecedentes
Pouco se sabe quanto à primitiva ocupação humana de seu sítio, possivelmente um castro pré-histórico. À época da conquista romana da Península Ibérica, alguns autores defendem ser esta a povoação romanizada que os lusitanos denominavam como Medóbriga, que, objeto de disputa entre as forças de Pompeu e de Júlio César, foi conquistada por tropas deste último sob o comando do propretor Caio Longino, em meados do século I d.C. O interesse pela povoação derivava principalmente da sua vizinhança à estrada romana que ligava Norba Cesarina (atual Cáceres) a Escálabis (atual Santarém), na altura da ponte que cruzava o rio Sever (Ponte da Portagem).
Embora não haja mais informações acerca do período das invasões de suevos, visigodos e muçulmanos, entre 876 e 877 aí se instalou ibne Maruane, sendo o local conhecido já no século X como Amaia de ibne Maruane ou Fortaleza de Amaia.

### O castelo medieval
No contexto da conquista de Alcácer do Sal, D. Afonso Henriques terá tomado a povoação aos mouros entre 1160 e 1166. Quando da demarcação do termo de Castelo Branco (1214), Marvão já se incluía em terras portuguesas. D. Sancho II concedeu-lhe foral em 1226, visando manter esta sentinela avançada do território povoada e defendida diante das repetidas incursões oriundas de Castela à época.
D. Afonso III de Portugal (1248-1279) doou os domínios de Marvão aos cavaleiros da Ordem de Malta em 1271, posteriormente outorgados a seu filho, Afonso Sanches, juntamente com os senhorios de Arronches, Castelo de Vide e Portalegre. Por esta razão, ao iniciar-se o reinado de D. Dinis (r.1312  1325), a vila e o seu castelo viram-se envolvidos na disputa entre o soberano e o infante D. Afonso, vindo a ser conquistados pelas forças do soberano em 1299. No encerramento da questão, os domínios de Marvão, Portalegre e Arronches foram trocados pelos de Sintra e de Ourém, permanecendo os primeiros na posse do soberano. Este confirmou a Marvão o foral de 1226 e empreendeu obras de ampliação e reforço das defesas, destacando-se a construção da torre de menagem, iniciada no ano de 1300.
No reinado de D. Fernando, foi estabelecido em Marvão o couto de homiziados (1378). Após o seu falecimento, ao eclodir a crise de 1383-1385, a vila e seu castelo posicionaram-se pelo partido do Mestre de Avis. O novo soberano e os seus sucessores concederam diversos privilégios à vila (1407, 1436 e 1497) com o mesmo fim de incrementar o seu povoamento e defesa. Nessa fase, foram também empreendidos reforços nas muralhas, o que é constatado pela presença de cubelos datando dos séculos XV e XVI.

### Da Guerra da Restauração aos nossos dias
Quando da Restauração da Independência portuguesa, no contexto da guerra que se seguiu, as defesas de Marvão foram remodeladas, adaptadas aos avanços da artilharia da época. A primeira fase dessas obras desenvolveu-se entre 1640 e 1662 quando o abade D. João Dama empreendeu a reconstrução de um troço da muralha e barbacãs que se encontravam em ruínas, providenciou reparo nas portas do castelo e outros consertos necessários à conservação e defesa da vila. Ainda em obras, sofreu assalto por forças espanholas (1641 e 1648), batendo-se ativamente com a praça vizinha de Valência de Alcântara, até à conquista desta pelas forças de D. António Luís de Meneses em 1644. Um relato de Nicolau de Langres, à época, informa que a guarnição de infantaria e de cavalaria portuguesa nesta fortificação eram oriundos de Castelo de Vide, contando Marvão com cerca de 400 habitantes.
No início do século XVIII, a fortaleza de Marvão foi conquistada pelo exército espanhol em 1704, para ser retomada em seguida pelas tropas portuguesas sob o comando do conde de São João em 1705. Um novo assalto espanhol à vila ocorreu décadas mais tarde, em 1772. Durante a Guerra Peninsular, no início do século XIX, foi ocupada por tropas francesas, tendo sido libertada em 1808. Posteriormente, durante Guerras Liberais foi ocupada pelas forças liberais a 12 de Dezembro de 1833, vindo a sofrer o assédio das tropas miguelistas no ano seguinte.
O castelo encontra-se classificado como Monumento Nacional, por Decreto publicado em 4 de Julho de 1922. A intervenção do poder público, por iniciativa da Direcção-Geral dos Edifícios e Monumentos Nacionais (DGEMN), iniciou-se em 1938, na forma de reparações, renovações, reconstruções, desinfestações, limpeza e pintura, repetindo-se até aos nossos dias. Desde então, com o apoio da Liga dos Amigos do Castelo de Marvão e da Câmara Municipal, este patrimônio vem sendo mantido em bom estado de conservação. Ao visitante são oferecidas visitas guiadas ao núcleo arqueológico de armaria nas dependências do castelo.

## Características
O Castelo de Marvão ergue-se sobre uma crista quartzítica, na cota de 850 metros acima do nível do mar, encerrando nos seus muros a vila medieval. Os seus muros, reforçados por torres, distribuem-se em linhas defensivas concêntricas:
- a linha interna, reforçada por duas torres e um cubelo, dominada pela Torre de Menagem, de planta quadrada, que lhe é adossada;
- a linha intermediária, coroada por ameias e reforçada por torres maciças;
- a linha externa, constituída pela barbacã, de onde parte a cerca da que envolve o monte e compreende a vila. A adaptação dessa defesa no final do século XVII, converteu o castelo na cidadela da fortaleza abaluartada, com canhoneira nos eirados, permitindo o tiro rasante.

## A lenda de Nossa Senhora da Estrela
No século VIII, sem conseguir resistir ao avanço dos mouros na região, os habitantes de Marvão abandonaram as suas terras para procurar refúgio nas montanhas das Astúrias, onde se mantinha viva a resistência cristã. Antes de partir,  trataram de esconder as imagens sagradas. À época da Reconquista, passados mais de quatro séculos, afirma-se numa noite, um pastor guiado por uma estrela, dirigiu-se a um monte onde encontrou, entre as rochas, uma imagem de Nossa Senhora. Como sinal de devoção, foi erguido nesse local um convento franciscano (o Convento de Nossa Senhora da Estrela), tendo a Senhora se tornado protetora do castelo. Com relação a essa devoção em particular, conta-se ainda que, uma noite em que forças castelhanas, conduzidas por dois traidores, se aproximavam sorrateiramente do castelo para o assaltar, ouviu-se na escuridão uma voz feminina que bradava Às armas!. Enquanto os sentinelas avisavam a guarnição para se pôr a postos, puderam ser vistos os castelhanos em fuga descendo a encosta, assustados.